# Сербсько-турецька війна (1877—1878)
Сербсько-турецька війна (1877—1878) — (серб. Други српско-турски рат) — війна Сербії і Чорногорії за повну незалежність від Османської імперії.

## Передумови
Після поразки у війні Сербія, розуміючи наближення нової війни, провела реорганізацію армії, сформувавши 5 корпусів.
З початком російсько-турецької війни Росія, зіткнувшись із запеклим опором турків, на відміну від попередньої війни, спонукала Сербію до участі у бойових діях. Проте Сербія через значні витрати внаслідок війни та неврожай не поспішала вступати у війну. Лише після падіння Плевни 13 грудня 1877 року Сербія оголосила війну Османській імперії.

## Хід війни

Наступ на Вранє

15 грудня розпочався сербський наступ на Ніш.
Після того, як була захоплена Куршумлія, османський гарнізон Ніша залишився без підмоги.
Під час наступу на південний схід сербські війська зайняли Бела Паланка та Пірот. Потім ці сили були перекинуті під Ніш, який капітулював 12 січня 1878 року.
Після цього були зайняті Вранє та Гнілане. На момент укладення перемир'я 5 лютого сербська армія перебувала в Косово біля Грачаниці.

## Наслідки

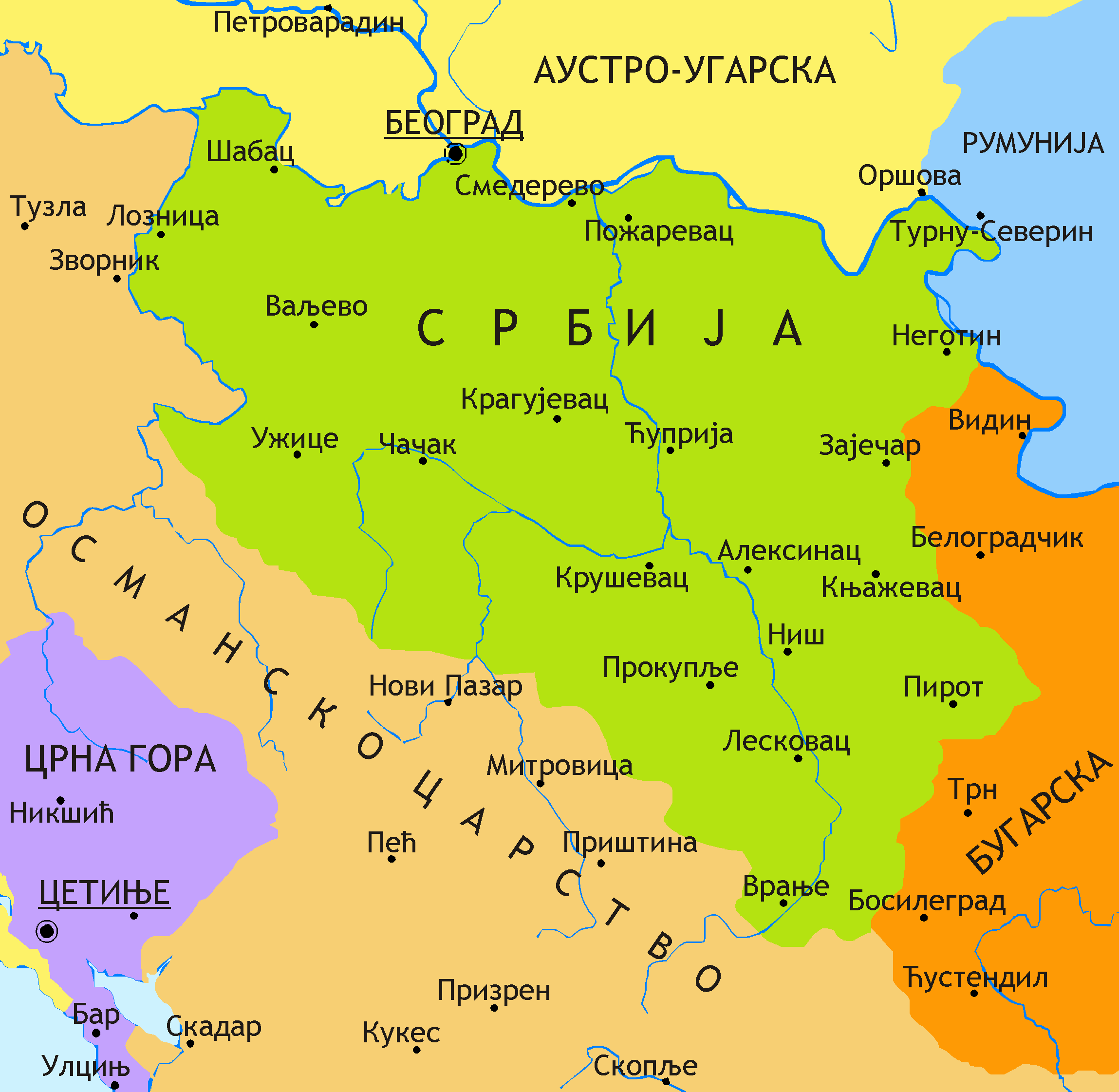
Сербія у 1878 році

3 березня 1878 року був укладений Сан-Стефанський мирний договір. За цим договором Сербія визнавалась повністю незалежною державою, але отримала лише 150 км², на відміну від Чорногорії та Болгарії, які отримали значні територіальні надбання. Також не були враховані сербські претензії на Стару Сербію.
Російські політики не приховували, що для них інтереси Болгарії важливіші за інтереси Сербії. Це викликало зміну ставлення до Росії та позиції офіційного Белграда стосовно Петербурга.
Проте незадоволені посиленням російського впливу на Балканах Англія та Австро-Угорщина домоглись скликання Берлінського конгресу, на якому умови Сан-Стефанського договору були суттєво переглянуті. Для захисту своїх інтересів ще перед початком конгресу Сербія звернулась до Австро-Угорщини. За це Белград зобов'язувався укласти торговий договір з Австро-Угорщиною, приєднати сербські залізниці до угорської залізничної мережі на надати ряд інших економічних преференцій.
Відповідно до підписаного на конгресі договору до Сербії відійшли Ніш, Пірот, Вранє, Лесковац та Прокупле. Умовою визнання незалежності Сербії було ухвалення законів про конфесійне рівноправ'я та свободу віросповідання для християн, мусульман та юдеїв, а також захист їх майна. Крім того, Сербія не повинна була змінювати умови торгових договорів з іншими країнами, а також побудувати транзитні залізничні шляхи на новопридбаних територіях.
Підсумки Берлінського конгресу були сприйняті у Сербії як національна трагедія, але не стільки через те, що Сербія отримала менше, ніж розраховувала, а через окупацію Австро-Угорщиною Боснії і Герцеговини. Це унеможливило розширення кордонів Сербії у цьому регіоні, де проживала значна кількість сербського населення.